# Capilla de San Miguel (Friburgo de Brisgovia)
La capilla de San Miguel (nombre local: Michaelskapelle) es una capilla situada en el viejo cementerio de Friburgo de Brisgovia, Baden-Wurtemberg, Alemania. Fue construida y dedicada a San Miguel en 1725. Durante los meses veraniegos la capilla está abierta los domingos de 13 a 16 de la tarde.
|                           |
| Fachada sur de la capilla |

|                                |
| Los tres altares de la capilla |

|                        |
| Unción de los enfermos |

|                              |
| Jesús se levanta de la tumba |

|                                |
| Resurrección del joven de Naím |